# Linopteridius fuscipleuris
Linopteridius fuscipleuris är en skalbaggsart som beskrevs av Leon Fairmaire 1896. Linopteridius fuscipleuris ingår i släktet Linopteridius och familjen långhorningar.
Artens utbredningsområde är Madagaskar. Inga underarter finns listade i Catalogue of Life.